# Älvstranden Utveckling
Älvstranden Utveckling AB är ett kommunalt bolag som har fått ansvaret för utvecklingen av Norra Älvstranden och Södra älvstranden i Göteborg.
Bildandet av Älvstranden Utveckling AB är ett led i omstruktureringen av de kommunala bolag som sköter utvecklingen av hela Göteborgs "älvstad" (södra och norra älvstränderna). SUAB, (Södra Älvstranden Utveckling AB) såväl som NUAB (Norra Älvstranden Utveckling AB), ägs efter omstruktureringen av moderbolaget Älvstranden Utveckling AB. Syftet med denna omstrukturering är att göra redovisningen av utvecklingen på de båda älvstränderna mer transparent.
Bolagets huvuduppdrag är att arbeta med Vision Älvstaden, som antogs av Göteborgs kommunfullmäktige 2012.  
NUAB, akronym för Norra Älvstranden Utveckling AB har fått ansvaret för utvecklingen av Norra älvstranden, däribland Lundbyvass, Lindholmen, Eriksberg, Norra Sannegårdshamnen med flera områden. 
SUAB, akronym för Södra Älvstranden Utveckling AB ansvarar för utvecklingen och sedermera avyttringen, av cirka 100.000 kvadratmeter yta på södra älvstranden som friläggs efter Götatunneln färdigställts.   
Styrelserna för huvudbolaget och de två dotterbolagen består av kommunalpolitiker.
Bolaget hade innan en helt egen reception vid sin entré, men i samband med flytt till, så försvann denna funktion helt. Däremot finns det en gemensam reception för hela byggnaden.  